# Unai Elorriaga Zubiaur
Unai Elorriaga Zubiaur (Barakaldo, 22 de juny de 1980) és un ciclista basc que competeix en pista i en ruta.

## Palmarès en pista
- 2005
  -  Campió d'Espanya en Puntuació
  -  Campió d'Espanya en Persecució per equips (amb Aitor Alonso, Asier Maeztu i Mikel Gaztañaga)
- 2007
  - Campió d'Europa en Òmnium Endurance
  -  Campió d'Espanya en Madison (amb Aitor Alonso)
- 2009
  -  Campió d'Espanya en Puntuació
  -  Campió d'Espanya en Madison (amb Asier Maeztu)
- 2011
  -  Campió d'Espanya en Scratch

### Resultats a laCopa del Món
- 2008-2009
  - 1r a Melbourne, en Madison (amb David Muntaner)
- 2011-2012
  - 1r a la Classificació general i a la prova de Cali, en Puntuació

## Palmarès en ruta
- 2002
  -  Campió d'Espanya sub-23 en ruta
  - 1r a la Oñati Saria
- 2005
  - 1r a la Cursa Ciclista del Llobregat
- 2010
  - Vencedor de 2 etapes a la Volta a Cantàbria